# Xiapei

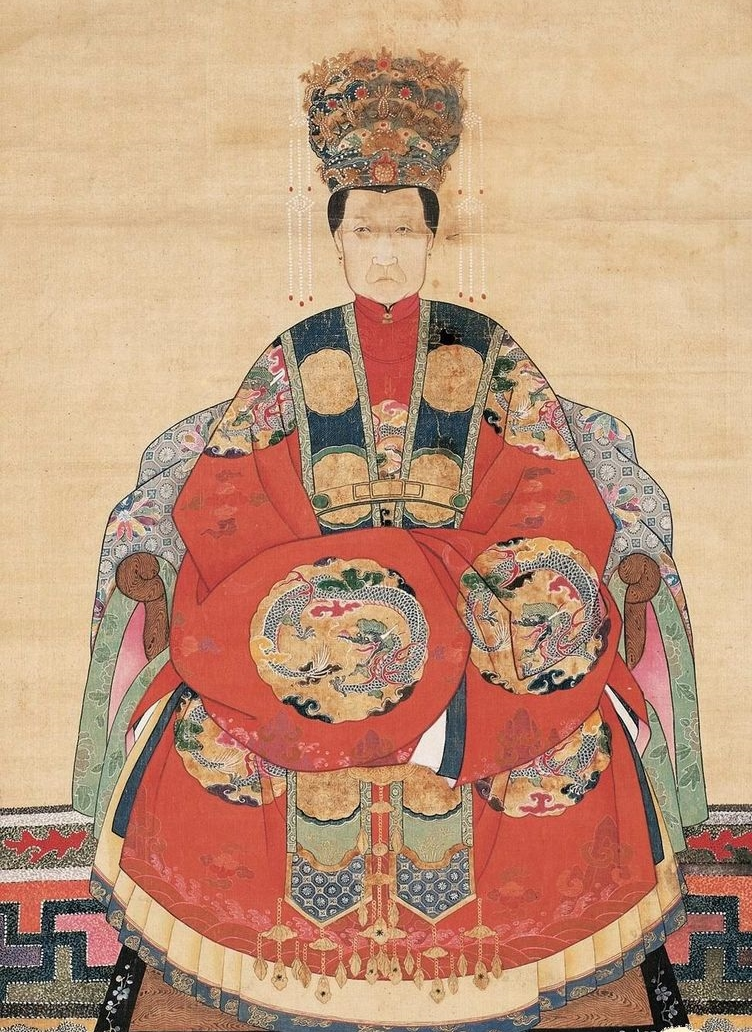
Dona de finals de la dinastia Ming amb una corona de fènix i un xiapei.

El xiapei (xinès: 霞帔; lit. “bufanda de núvols rosats”), també conegut a Corea com a hapi (coreà: 하피), és un tipus d'accessori de vestir de la cultura xinesa en forma de bufanda, mocador llarg, cinta per el coll o armilla, que va anar variant segons l’època. És també denominat xiapeizhui (xinès: 霞帔坠) quan anava acompanyat amb un peizhui (xinès: 帔坠; pinyin: pèizhuì; lit. “penjoll”), una peça ornamental de jade, plata o or que anava col·locada a la punta davantera del xiapei; o anomenat fengguanxiapei, quan anava acompanyat de l'anomenada "corona de fènix".
Els orígens d’aquesta peça, així com la seva utilització, es remunten a la dinastia Qin (221-207 aC), i avui en dia es continua utilitzant tot i que la seva forma va anar variant segons l’època. Durant les dinasties Ming (1368-1644 dC) i Qing (1644-1911 dC), el xiapei, juntament amb el fengguan, va passar a ser la vestimenta diària de les reines i la roba formal de les dones dels alts funcionaris.

## Societat xinesa

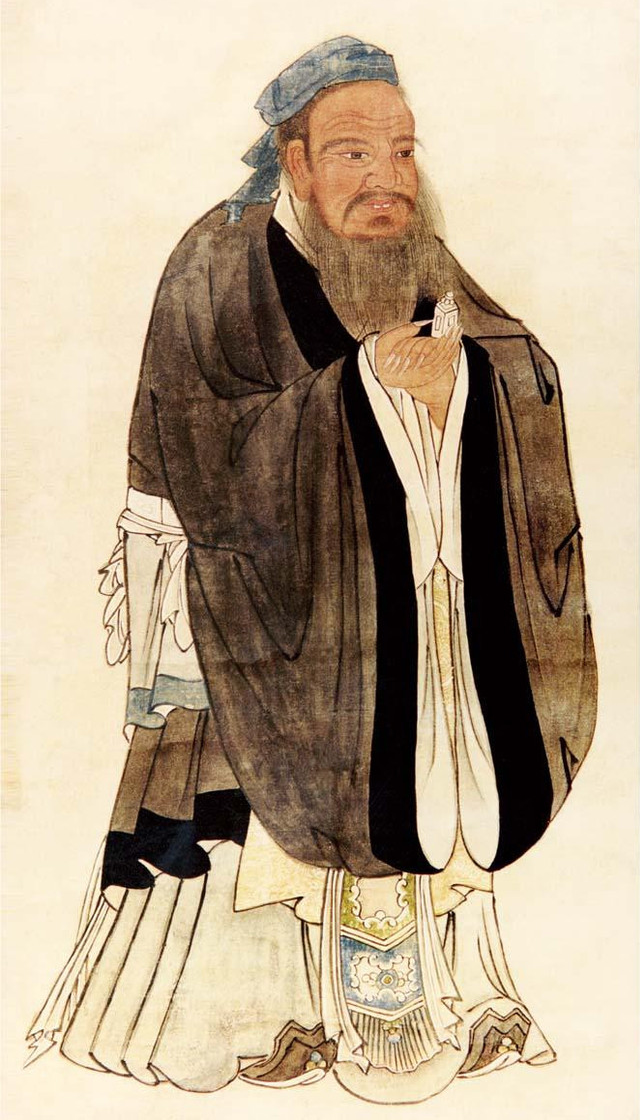
Retrat de Confuci

La societat xinesa era generalment laica, i la definició i l'orientació es basaven en la llei imperial i en els procedents històrics. Les persones designades per administrar i complir els decrets emanats de l'emperador obtenien un reconeixement social, i gaudien dels privilegis del rang. Des dels principis de la civilització xinesa, el rang a la cort era el principal determinant de l'estatus social, del prestigi i de l'estabilitat econòmica. La creença a l'autoritat d'un govern central estava tan estesa que la cort també servia de model per a la vida domèstica i religiosa. En reunions familiars com aniversaris, casaments o celebracions, el patriarca i la seva dona s'asseien en cadires amb forma de tron per rebre l'homenatge dels membres de la família classificats, com els cortesans, per generació, ordre de naixement i sexe.
Aquestes actituds sobre la política, la societat i, fins I tot, sobre la religió, van ser modelades pels ensenyaments del filòsof del segle v, Confuci. Ell sostenia que la família era la base d'una vida política ordenada. Com en una família, cada membre de la cort imperial veia a l'emperador com el pare de "tot el que hi ha sota el cel". S'assumia l'autoritat del cap de família, i el dret dels governants de controlar el poder era inqüestionable. No obstant, el governant, com un pare, estava moralment obligat a governar en benefici a la societat.  

### Dones en la societat xinesa

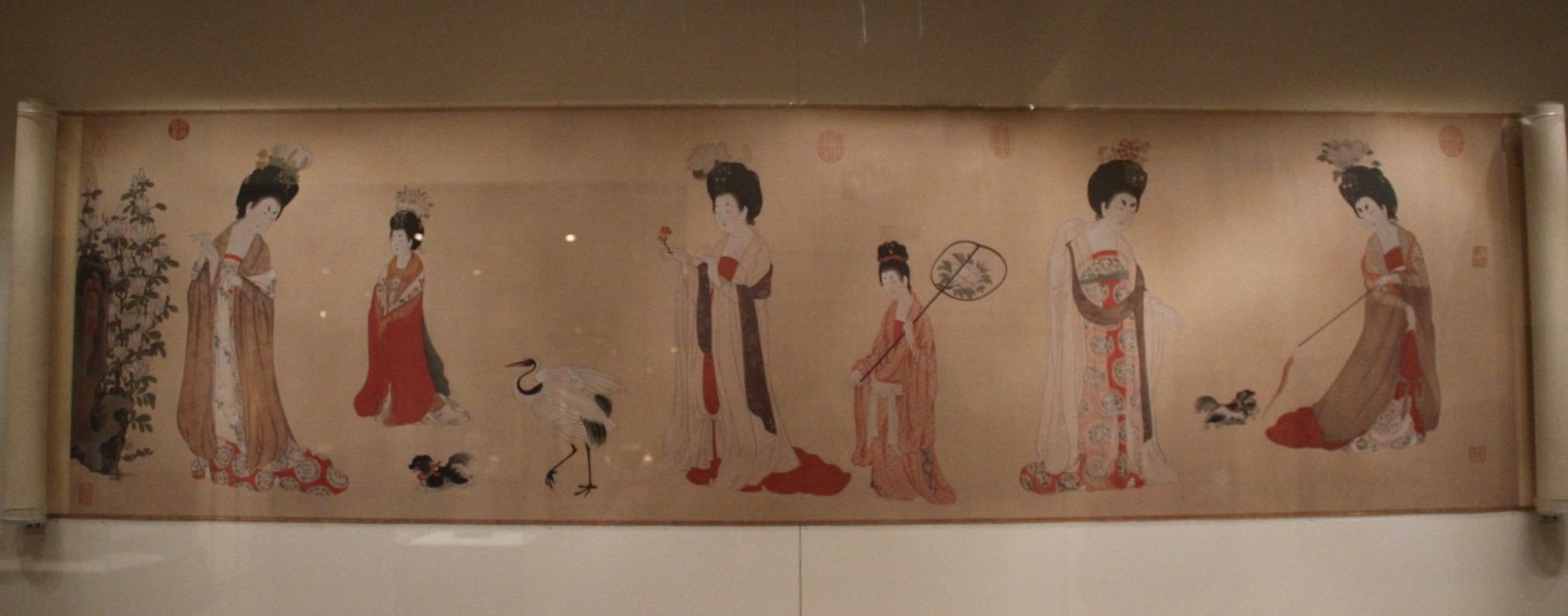
Moda femenina xinesa, dinastia Tang.

L'emperador no tenia límit algun en el nombre de mullers i concubines que podia tenir, encara que únicament una d'elles podia ser designada com emperadriu. L'emperador escollia a les mullers i concubines entre les filles dels oficials militars de menor rang, i de plebeus per evitar la possibilitat que els parents de les dones de major rang obtinguessin poder polític. A més a més, s'impedia que les dones de la cort adquirissin massa influència en estar recloses als seus propis apartaments a la Ciutat Prohibida. No podien tindre contacte amb cap home, fent que estiguessin aïllades i atrapades com ocells en una gàbia daurada, passant els seus dies pintant, dialogant i cosint.

## Història

### Dinastia Qin i Han
El xiapei va sorgir en les dinasties Qin (221 - 207 aC) i Han (206 aC - 220 dC). En aquestes es descrivia com una bufanda o un mocador llarg feta de seda fina.

### Dinastia Sui i Tang
En les dinasties Sui (581 - 618 dC) i Tang (618 - 907 dC) el van començar a denominar xiapei (lit. “bufanda de núvols rosats”) perquè s'admirava la seva bellesa a través del núvols rosats. Va evolucionar significativament com accessori, i va ser tant rellevant que va entrar en la vestimenta de la cort i es va convertir en una costum vestir-lo i utilitzar-lo en aquell moment. No obstant això, en la dinastia Tang, el xiapei no va entrar en el sistema d'uniforme oficial.

### Dinastia Song

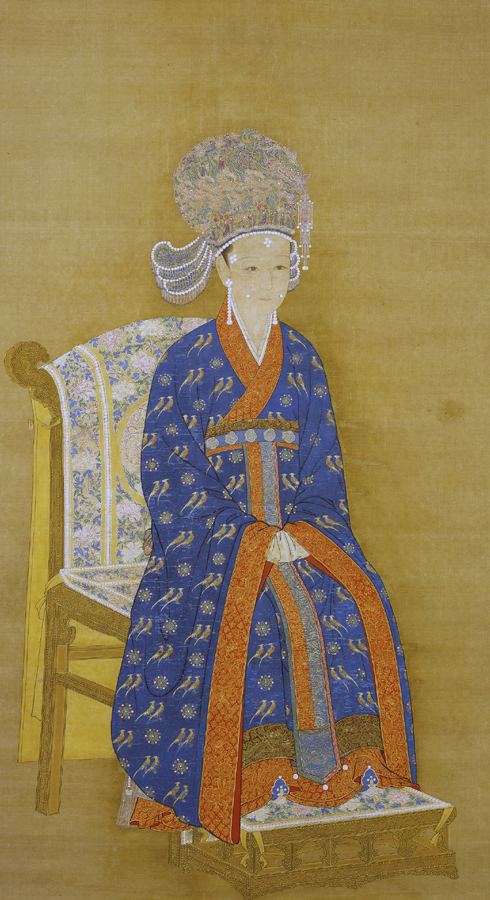
Retrat sedent de l'emperadriu Wu, muller de l'emperador Gaozong, dinastia Song.

Durant la dinastia Song (960-1271) el xiapei passà a ser una de les peces oficials de la vestimenta de les dones casades de la cort; mentre que les dones estrangeres només el podien utilitzar, única i exclusivament, en les ocasions més importants, com ara cerimònies de sacrifici. D'altra banda, el xiapei es convertí en un accessori utilitzat com a peça habitual de les concubines i el codi de vestimenta deixava ben clar que només es podia utilitzar si era un regal. També és interessant remarcar que els xiapei foren utilitzats, en ocasions, per equips de dansa seguint unes formes heretades dels estils de drapejats de seda de la dinastia Tang.
Aquest tipus de xiapei agafa la forma de dos brodats que es col·loquen sobre les espatlles, amb els extrems inferiors penjant per davant del cos i decorat amb un penjoll de jade, plata o or, connectant els extrems per mantenir el xiapei pla. I degut a que era una peça utilitzada per dones de posició elevada dins la cort i en les ocasions més formals, aquesta exigia que qui la portava adoptés una postura estàtica i digne. Pel que fa al color, la coloració dels xiapei destinats a la roba de casament en la dinastia Song, no varià gaire respecte a la utilitzada durant la dinastia Tang, de manera que continuaren utilitzant generalment el cian. I posteriorment, durant la dinastia Ming, es van començar a utilitzar els tons vermellosos.

### Dinastia Ming

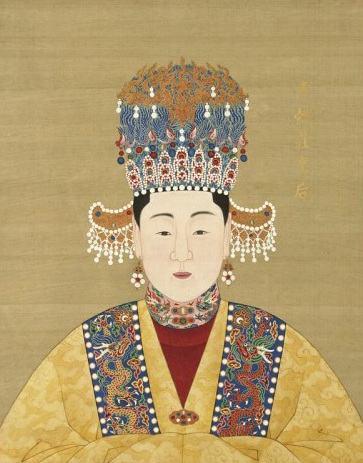
Retrat imperial oficial de l'emperadriu Xiaoyizhuang, dinastia Ming. L'emperadriu apareix amb el xiapei i la corona de fènix.

El xiapei es va heretar de la dinastia Song a la dinastia Ming sense gairebé modificacions.
L'uniforme oficial de la dinastia Ming era esplendorós, i existien estils complexos i rituals de vestimenta per l'emperador i els funcionaris. Segons l'emperador, el xiapei es considerava i s'aplicava a la roba dinaria de les reines, i també a la vestimenta de protocol de les mullers dels alts funcionaris.

Il·lustració formal del xiapei, dinastia Ming

La vestimenta diària d'una reina consistia en un vestit vermell de mànigues amples, un xiapei decorat amb borles, roba interior vermella i una corona de fènix. El vestit cerimonial de l'emperadriu estava compost per la corona de fènix, el xiapei, un mantell de faisà, una brusa de mànigues amples, i mitges i sabates negres decorades amb fils d'or. L'accessori també el feien servir les mullers estrangeres, que depenent del seu rang tenien unes ornamentacions o unes altres. En ocasions, les concubines de l'emperador també l'utilitzaven.
En ocasions els fills que encara no havien ocupat càrrecs públics, o bé encara no s'havien casat, podien portar la vestimenta dels seus pares. Únicament els més alts funcionaris podien permetre vestir als seus fills amb vestimentes oficials o tenien la necessitat de fer-ho.
Zhou Qi de la dinastia Ming va registrar en "L'examen de noms": "Avui en dia, a les dones se les estipula utilitzar una peça de teixit per portar per l'exterior de la roba. Aquest teixit tindrà la part davantera i la del darrere tant llargues com la seva roba, i es col·locarà entre els espatlles i l'esquena. L'accessori es denominarà, xiapei". El xiapei d'època Ming consistia en dues cadenes de colors que rodejaven el coll i penjaven sobre el pit amb penjolls d'or i jade en cada un dels seus extrems.
Les lleis i regularitzacions de principis de la dinastia Ming també estipulaven que els vestits populars de les dones no podien estar bordats amb or, i les túniques únicament podien ser de colors clars com el púrpura, el verd o el taronja pastel (similar al color del préssec). D'altra banda, el vermell, el verd fosc, o el groc eren tonalitats que no estaven permeses, i per això a la gent comuna no se li permetia utilitzar robes de color vermell; fins i tot, en ocasions importants com en casaments i aniversaris.
L'aparició del xiapei en la dinastia Ming es pot veure a través de pintures de l'època, com ara el "Retrat de la Sr. Shi Gong emparellada com el Marquès de Linhuai, dinastia Ming", (李言恭配临淮侯夫人史氏像，明代) o el "Retrat de tres persones pintades de la dinastia Ming" ( 明人绘三人群像).

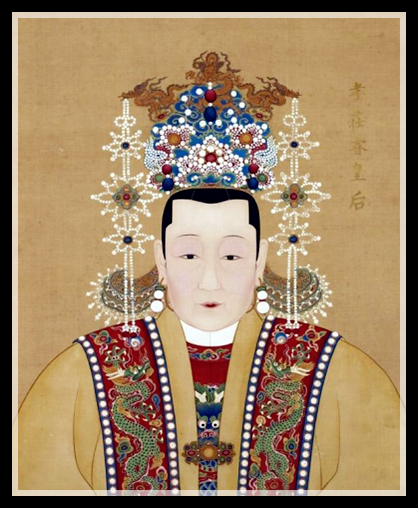
Retrat de l'emperadriu Xiaozhuang de la dinastia Ming vestint un xiapei i una corona de fènix

#### Rangs vestimenta dinastia Ming
En la dinastia Ming, el xiapei es combinava amb una camisa vermella amb mànigues amples que depenent al rang al que pertanyies el patró variava. D'acord amb els diversos rangs, els xiapei de les emperadrius i les concubines estaven decorats de diferent manera. Durant el període Hongwu (1368-1398) de la dinastia Ming, es van establir regularitzacions de vestimenta en les dones, establertes per l'emperador.
El xiapei de les dones de la cort es dividien en categories molt detallades segons el rang que pertanyien. En el primer rang les dones havien d'utilitzar un xiapei amb un patró de núvols i dracs bordats amb or. En el segon rang havien de portar un xiapei de núvols i fènixs bordats d'or. En el tercer rang portaven un xiapei d'un patró de núvols i faisans brodats d'or. En el quart rang feien servir un xiapei amb un patró de núvols i paó blau brodats d'or. En el cinquè rang usaven un xiapei amb patrons de núvols i un ànec mandarí. En el sisè i setè rang feien servir un xiapei amb patró de núvols i garses. I en el vuitè i novè rang feien ús d'un xiapei amb patró de branques i flors.  

### Dinastia Qing

Retrat anònim d'una dona xinesa vestint un xiapei de la dinastia Qing.

Durant la dinastia Qing (1644 - 1911), els xiapei eren una mica diferents respecte als utilitzats en la dinastia Ming. I és que es van començar a fer més amples per tal de que semblessin a una espècie d'armilla i estaven configurats a partir de tres peces. Segons el rang del marit o del fill, les parts anterior i posterior tenien una sèrie d'insígnies i borles de colors a les parts inferiors. Tant en les dinasties Ming i Qing, el xiapei, juntament amb la corona de fènix, formaven part de la vestimenta diària de les reines, així com de la roba protocol·lària de les dones dels alts funcionaris.En ocasions també era un accessori que es feia servir com a vestimenta nupcial.

Aquest accessori també s'utilitzava en la tradició de celebrar fastuosos festejos seguicis fúnebres i ser enterrats amb grans gal·les i nombrosos tresors. En els enterraments, les mullers difuntes eren vestides amb les seves vestimentes oficials. Aquestes consistien en una jaqueta en forma de mang ao, una faldilla de drac mang ao, un cinturó amb cercles jiao dai, i un xiapei. També se les col·locava una corona de fènix i unes botes de seda vermella. La difunta també era ornamentada amb anells i braçalets, i amb brodats de cérvols, tortugues, préssecs i grues, tots ells símbols de longevitat, bona fortuna i felicitat. 

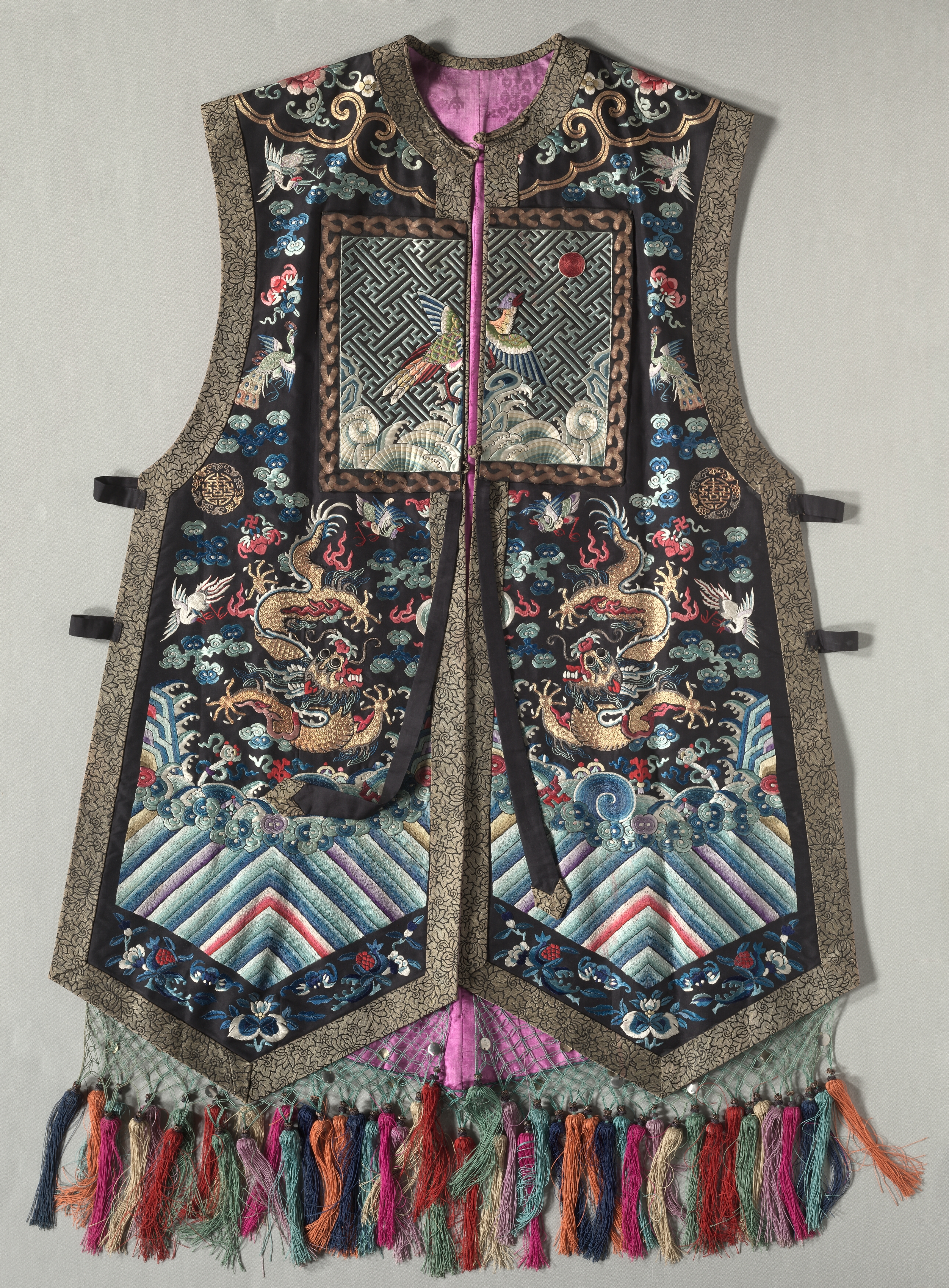
Xiapei procedent de la dinastia Qing, ornamentat amb bordats d'ocells.

El color d'aquestes peces era també un element central, doncs servia, al igual que els patrons i motius brodats, com a marcador de rang dins la cort imperial i hi havia tota una sèrie de regulacions segons els rang del marit, el fill o, en el cas de ser soltera o vídua, del pare. Els motius i patrons dels brodats utilitzats en la confecció dels xiapei de la dinastia Qing eren els mateixos que es feien servir per als abrics de mànigues amples; s'hi brodaven dracs, núvols, flors, ocells o insectes amb uns dissenys altament perfeccionats, virtuosos, refinats i complexos sobre uns fons setinats que reflectien la llum. Tots aquests motius tenien un gran simbolisme i un significat al darrere. Així doncs, els ratpenats eren un símbol de la bona fortuna; els ànecs mandarins i les orenetes voladores s'utilitzaven som a símbol de l'amor conjugal, i els pins, els xiprers o els préssecs eren utilitzats, entre d'altres, com a metàfora de la longevitat.

## Variacions

### Xiapeizhui

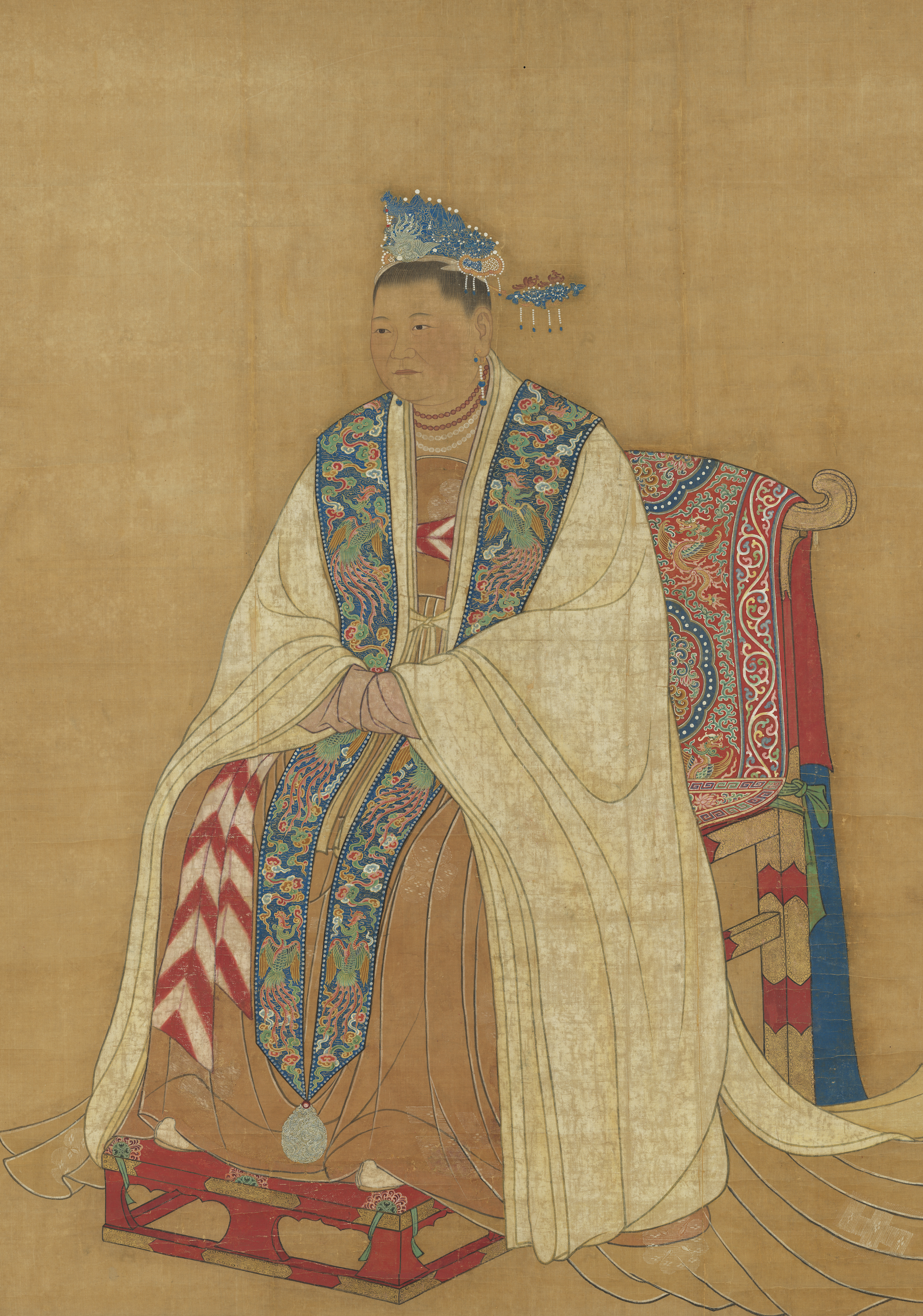
Retrat de l'emperadriu Dowager Du portant un xiapeizhui, dinastia Song.

El xiapeizhui és la unió del xiapei amb el peizhui, una joia-penjoll d'aproximadament 9 centímetres que es col·locava a la part inferior del xiapei per tal de que amb el seu pes el mantingués ben estirat sobre el pit i el ventre de les dones i mantinguessin així una imatge digne quan es movien. L'origen d'aquesta peça el trobem a partir de la dinastia Song i es continuà utilitzant durant la dinastia Ming.
Pel que fa al seu muntatge, el peizhui acostumava a estar format per dues peces corbes de jade, plata o or, generalment en forma de cor de pollastre, i decorades amb motius vegetals, d'aus o peixos amb significats diferents.
Durant la dinastia Song, els peizhui de les consorts imperials acostumaven a ser de jade, però al contrari del que passarà amb la dinastia Ming no hi havia una restricció de rang tant marcada, de manera que totes les dones adinerades podien utilitzar un peizhui d'or, doncs era un dels regals de casament típics que es feien les famílies més riques i nobles de la dinastia Song del Sud, on es varen fer més populars que en la dinastia Song del Nord. Un dels patrons de peizhui més populars i utilitzats de la dinastia Song de Sud fou la doble carpa, un peix que segons les creences xineses portava bons auguris als matrimonis.

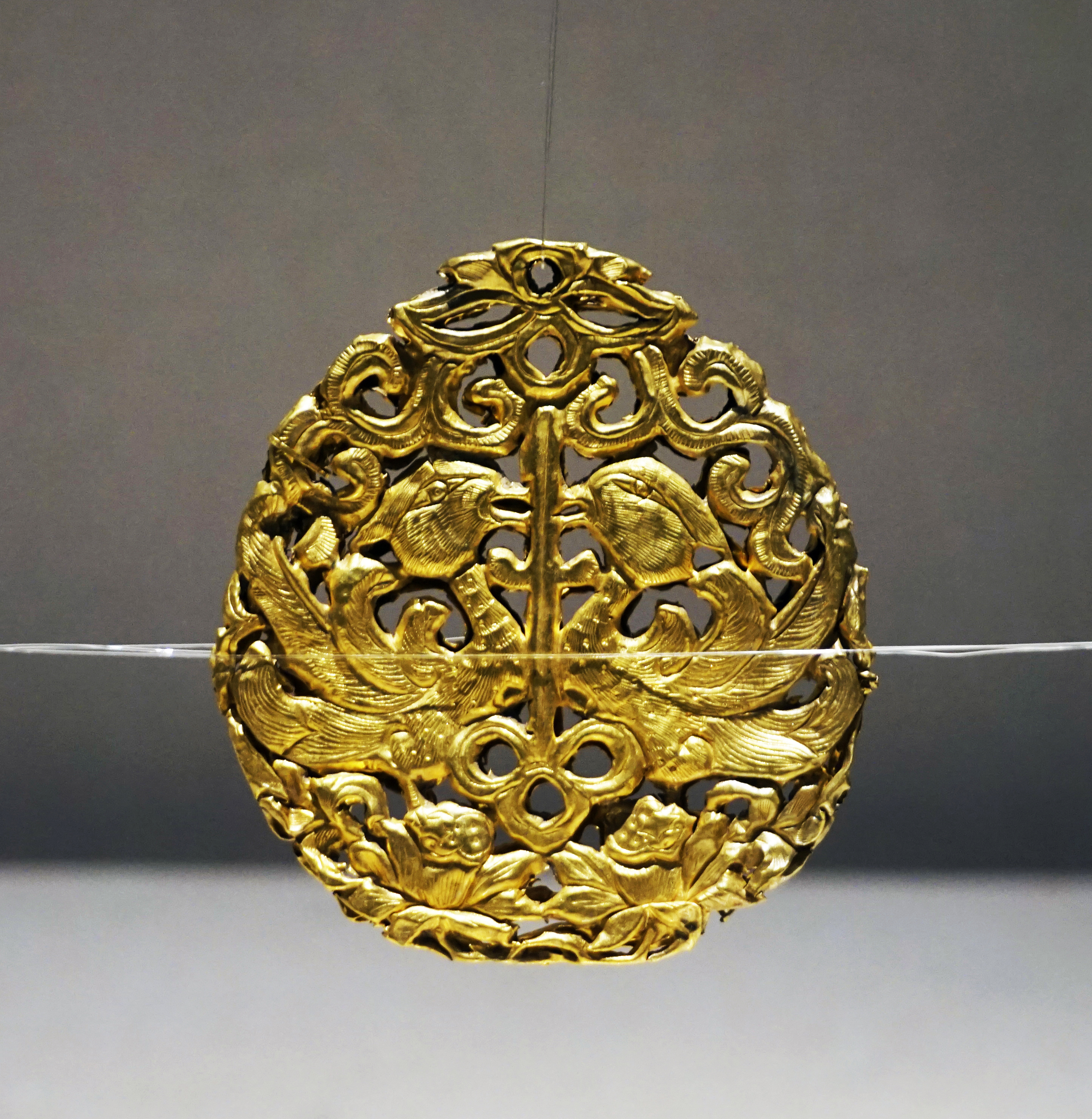
Penjoll d'or peizhui, dinastia Song del Sud.

Durant la dinastia Ming, igual que com passava en la dinastia Song, el peizhui seguia estant decorat amb una sèrie de motius auspiciosos, generalment d'ocells solitaris sobre un fons vegetal. El material amb el qual estaven fets variava segons el rang de la persona. En aquest sentit, durant el quart any del regnat de l'emperador Hongwu (1368-1398), el fundador de la dinastia Ming, es van establir tota una sèrie de rangs que marcaven i determinaven quin tipus de peizhui podien portar les dones segons la seva posició social. El primer grau marcava que el peizhui havia de ser de jade, del segon al cinquè grau havien de ser de d'or; per al sisè i el setè grau s'havia d'utilitzar un peizhui de plata banyat en or; i, finalment, el novè grau marcava que s'havia d'utilitzar la plata.
A finals de la dinastia Ming les dones es van començar a involucrar de manera més notable en els afers familiars, incloent el treball i els negocis, i a mesura que l'ambient social es va anar tornant progressivament més obert, la gent va començar a donar major importància a la individualitat, fent que els peizhui agafessin formes més diverses.

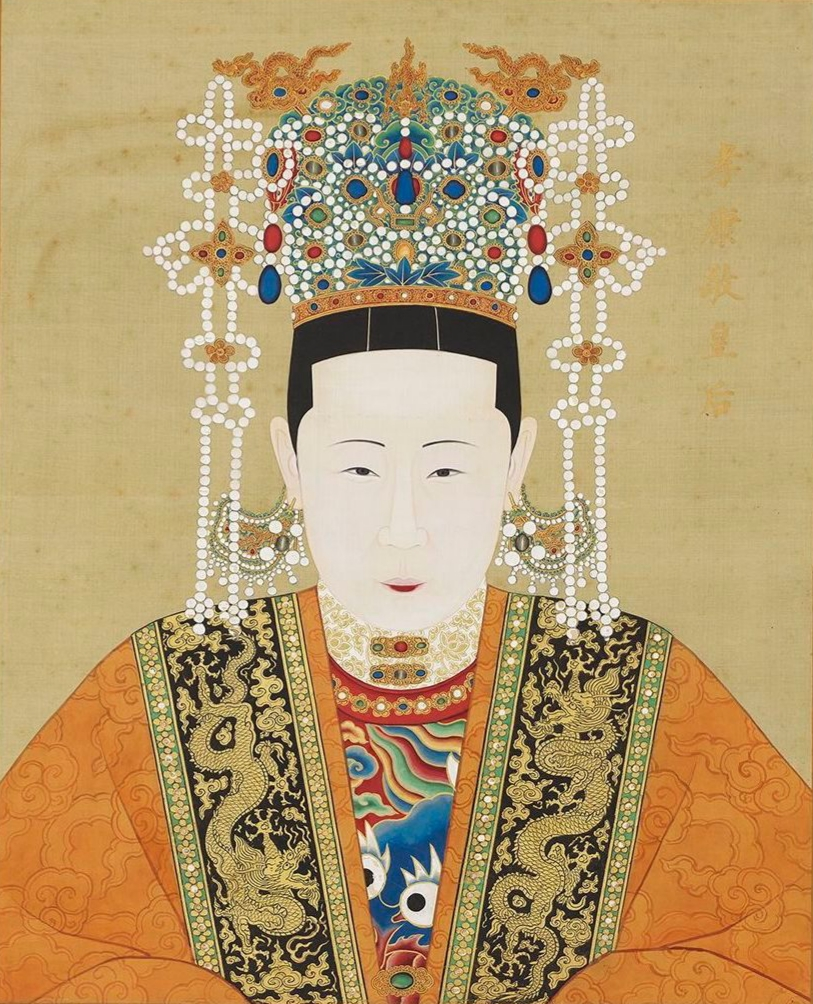
Retrat de l'emperadriu Zhang. Apareix L'emperadriu apareix amb una corona de fènix i un xiapei, dinastia Ming.

### Fengguanxiapei
El fengguanxiapei és la combinació de la corona de fènix i el xiapei. Aquests dos accessoris de vestimenta es poden fer servir de manera conjunta, o de forma independent. Des de la dinastia Ming, com les dones casades feien servir forquetes de flors, corones de fènix i xiapei al mateix temps, es va combinar en una única paraula. La corona de fènix està feta sobre una superfície de filferros, sobre els quals es muntava una imitació d'un fènix. A més a més, se li penjaven fils de pedres precioses i perles.
Si haguéssim de parlar de la vestimenta en el cim de la piràmide de l'antiga indumentària xinesa, per una banda, pels homes seria la corona i la túnica, mentre que per les dones seria la corona de fènix i la túnica nupcial. Simbòlicament, el matrimoni xinès es comparava amb "el drac i el fènix", que era també l'esperança i el desig de riquesa i bona fortuna. El drac representava el valor, la dignitat i l'autoritat, i el fènix representava l'encarnació de la veritat, la bondat i la bellesa. La combinació de tots dos era un símbol de pau i prosperitat, noblesa i bona fortuna.

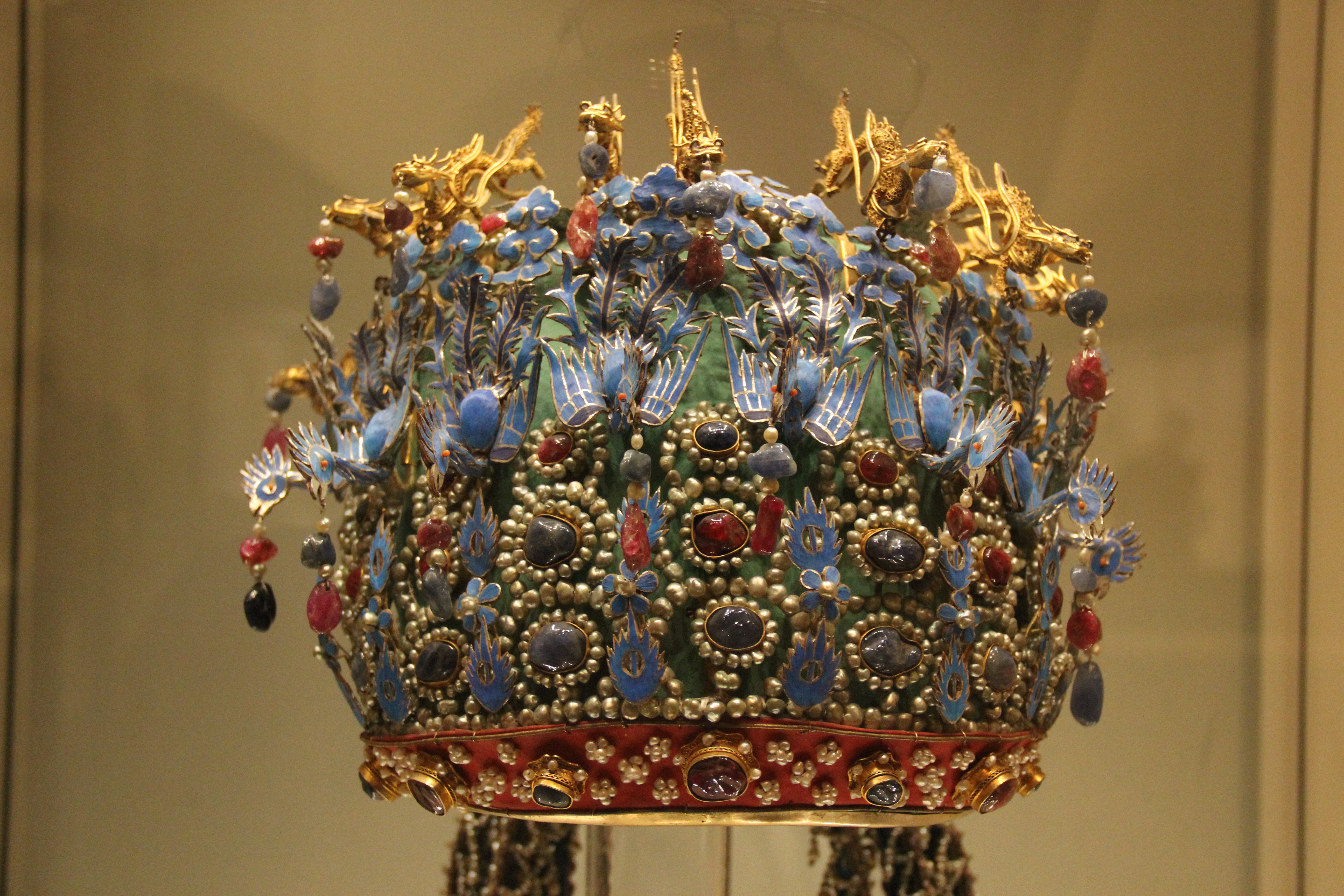
Corona de fènix, dinastia Ming

La corona de fènix va néixer de la corona d'ocell anterior a Qin. Després d'un gran desenvolupament i evolució, es va convertir en una corona de vestir feta servir per dones d'alt rang. A la dinastia Song la corona de fènix es va estipular oficialment com la corona formal de les emperadrius i concubines. Únicament s'utilitzaven en ocasions concretes, com quan eren entronitzades, rendien homenatge al palau Jingling o rendien culte a l'emperador Xuanyuan. Amb els anys la corona va anar prenent importància, fent que la decoració d'aquesta siguis més rellevant i s'afegissin més elements, com esmaragdes i faisans, i de vegades, dracs.

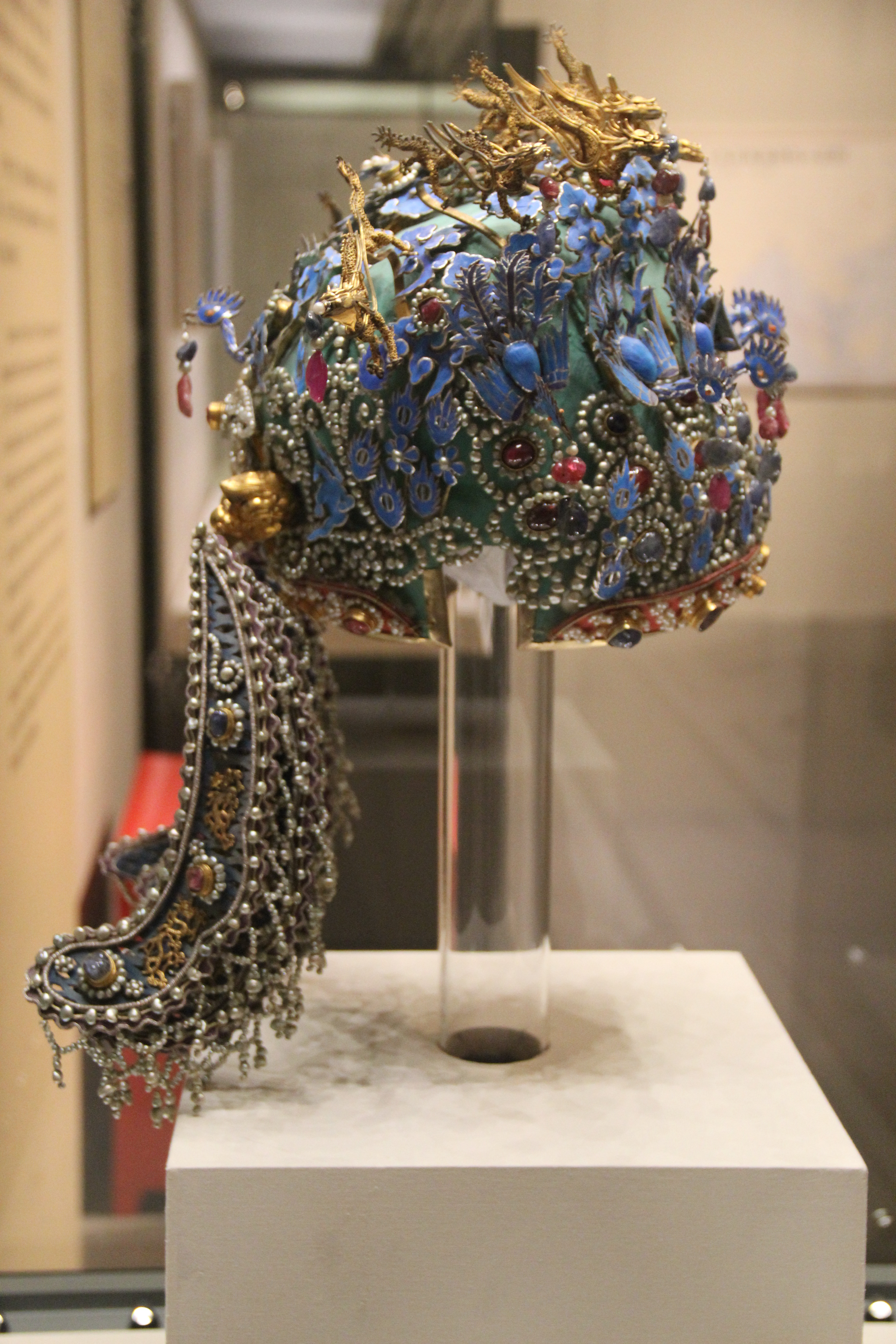
Part lateral d'una corona de fènix, dinastia Ming

En la dinastia Ming, Hongwu, per tal de consolidar el poder imperial va reforçar l'estatus distintiu dels membres de la família reial en la vestimenta, si no es complien tals restriccions, es durien a terme estrictes castics per tal de garantir l'aplicació del sistema.  S'establia el següent: "Si algú usurpa l'ús dels motius prohibits del drac o el fènix, els funcionaris i civils seran castigats  amb 100 cops de vara i condemnats a tres anys de presó; els artesans seran castigats amb 100 cops de vara, i els membres de la seva família seran enviats a Pequín a treballar com a artesans".  En aquesta dinastia existien dos tipus de corona de fènix: una era per l'emperadriu, i l'altre per les concubines. La corona de fènix de l'emperadriu estava decorada amb nou dracs i quatre fènixs, mentre que la de les concubines estava decorada amb nou faisans i quatre fènixs. Amb aquestes exemplificacions veiem clarament la importància i distinció simbòlica en la vestimenta i l'ornamentació xinesa.

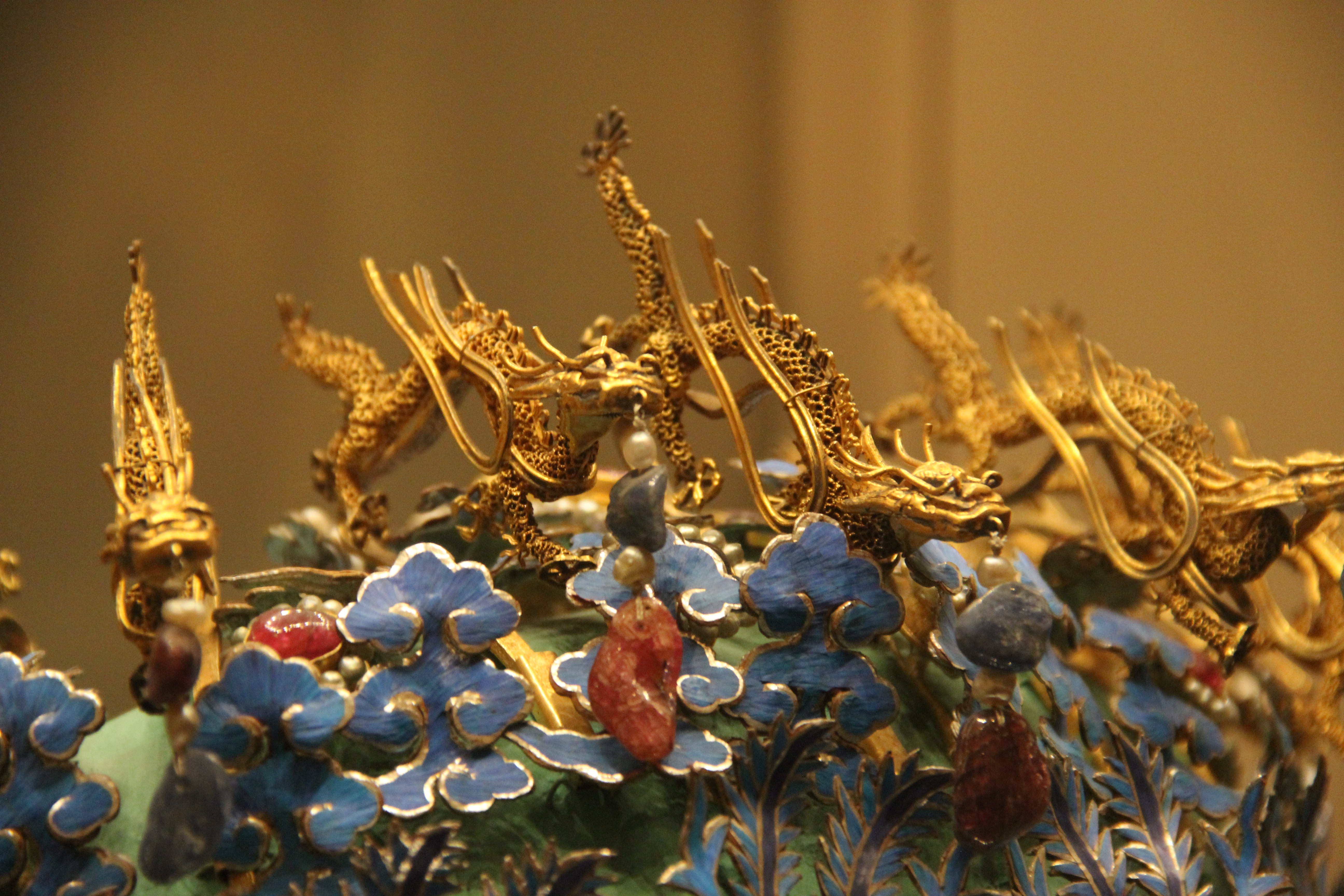
Ornamentació detallada d'un drac d'or d'una corona de fènix, dinastia Ming

A principis de la dinastia Ming la corona de fènix era relativament petita, i únicament cobria el monyo del cap. Més tard, les corones es van fer gradualment més grans i cobrien parcialment tot el cap. Les ornamentacions de la corona es van anar fent cada vegada més complexos, amb l'augment de gemmes i perles incrustades, i inclús superant les quantitats estipulades.

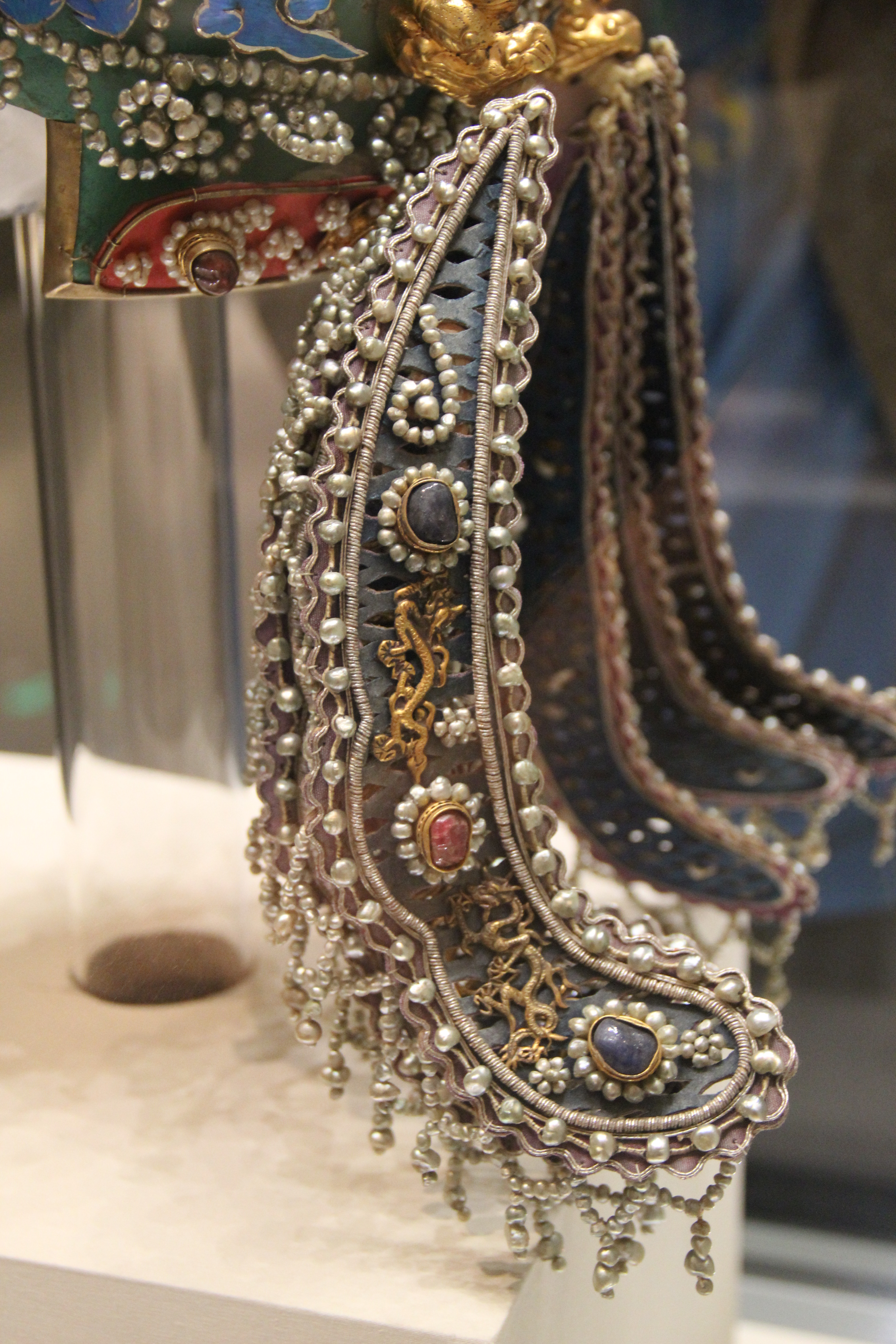
Bobin lateral d'una corona de fènix, dinastia Ming

El pes de la corona de fènix podia arribar a sobrepassar els dos mil cinc-cents grams, el qual era un pes que algú corrent no podria suportar. Un complement que ajudava a subjectar el pes de la corona eren les forquetes d'or.

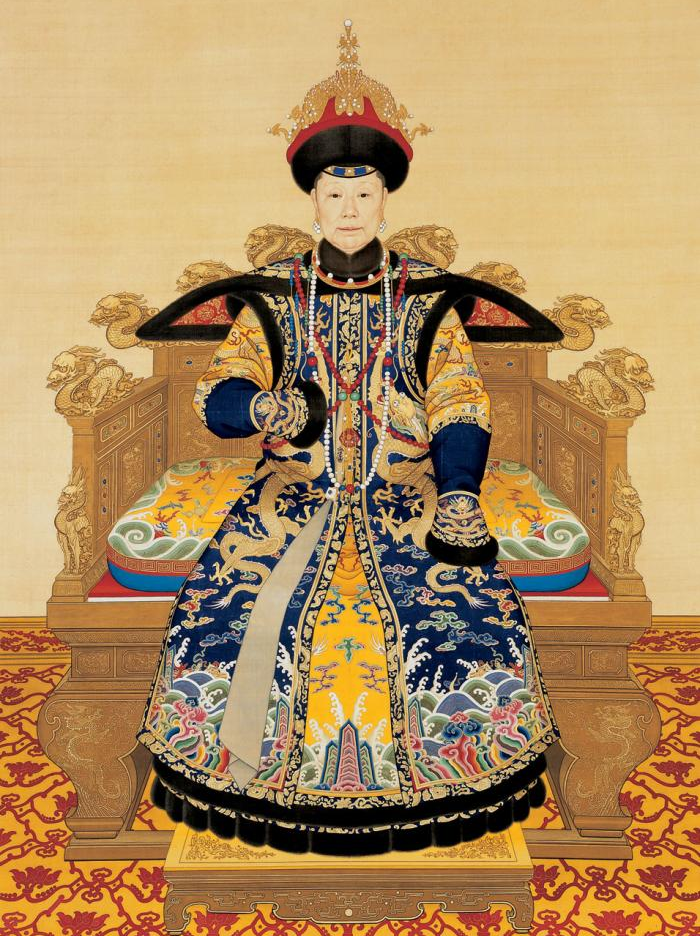
Emperadriu Xiaoshengxian portant la corona imperial, dinastia Qing

La corona de fènix en la dinastia Qing, en termes formals, i en comparació a les corones de fènix de les dinasties Song i Ming, eren molt diferents. La corona que portava l'emperadriu era d'estil manxú. És més, el nou sistema de vestimenta no va incloure el nom de la "corona de fènix". Seguien decorant-les amb or, perles i pedres precioses, però la forma que pren la corona és similar a les corones masculines. No obstant això, les corones femenines eren més complexes i més ornamentades.